# Hymenandra diamphidia
Hymenandra diamphidia är en viveväxtart som beskrevs av Benjamin Clemens Masterman Stone. Hymenandra diamphidia ingår i släktet Hymenandra och familjen viveväxter. Inga underarter finns listade i Catalogue of Life.